# Arystydes z Aten (apologeta)
Święty Arystydes z Aten (zmarł ok. 134) – filozof, apologeta chrześcijański z II wieku n.e. Autor Apologii zredagowanej w języku greckim ok. 124/125.
Do XIX wieku Arystydes znany był wyłącznie z imienia.
W roku 1878 ormiańscy mnisi odnaleźli dwa pierwsze rozdziały Apologii w ormiańskiej wersji językowej i opublikowali je wraz z łacińskim tłumaczeniem. Autentyczność tekstu była podawana przez wielu badaczy w wątpliwość, dopóki w 1889 brytyjski profesor J. Rendell Harris nie odnalazł syryjskiej wersji Apologii w klasztorze św. Katarzyny na Synaju. Jakkolwiek odbiega ona w kilku punktach od wersji ormiańskiej, jest z nią zasadniczo zbieżna i potwierdza jej autentyczność.
Obecnie nauka dysponuje również grecką parafrazą fragmentu Apologii umieszczoną w dziesiątowiecznej Powieści o Barlaamie, dwoma krótkimi fragmentami tekstu greckiego odnalezionymi na papirusach z Oksyrynchos oraz gruzińską, późną parafrazą.
Najbliższa zaginionego oryginału greckiego jest prawdopodobnie wersja syryjska.
W trakcie prac nad odtworzeniem i ustalaniem autentyczności synajskiego fragmentu tekstu stwierdzono, że apologia przed 147 rokiem wręczona została Antoninowi Piusowi, a nie jak wcześniej przypuszczano na podstawie relacji Euzebiusza z Cezarei i świętego Hieronima cesarzowi Hadrianowi w roku 125.
Jest to najstarsza z zachowanych apologii chrześcijańskich.
Wspomnienie Arystydesa obchodzone jest 31 sierpnia.

## Wydania "Apologii"
1. Aristide, Apologie, tłum. i oprac. Bernard Pouderon, Marie-Joseph Pierre, Bernard Outtier, Marina Guiorgadzé, Sources chrétiennes 470, Paryż 2003
2. Apologia, w: Pierwsi apologeci greccy. Kwadratus, Arystydes z Aten, Aryston z Pelli, Justyn Męczennik, Tacjan Syryjczyk, Micjades, Apolinary z Hierapolis, Teofil z Antiochii, Hermiasz. ks. Leszek Misiarczyk (przekład, wstęp i przypisy), ks. Józef Naumowicz (oprac). Kraków: Wydawnictwo „M”, 2004, s. 501, seria: Biblioteka Ojców Kościoła 24.